# Urera henriquesii
Urera henriquesii là loài thực vật có hoa trong họ Tầm ma. Loài này được Engl. miêu tả khoa học đầu tiên năm 1902.